# Dysphania bellona
Dysphania bellona är en fjärilsart som beskrevs av Walker 1854. Dysphania bellona ingår i släktet Dysphania och familjen mätare. Inga underarter finns listade i Catalogue of Life.